# Alpaida cuyabeno
Alpaida cuyabeno Levi, 1988 è un ragno appartenente alla famiglia Araneidae.

## Etimologia
Il nome della specie deriva dalla riserva ecuadoregna di rinvenimento: Reserva de Producción Faunística Cuyabeno.

## Caratteristiche
L'olotipo femminile rinvenuto ha dimensioni: cefalotorace lungo 3,1mm, largo 2,3mm; il primo femore misura 2,7mm e la patella e la tibia circa 3,4mm.

## Distribuzione
La specie è stata rinvenuta nell'Ecuador centrale: nella Reserva de Producción Faunística Cuyabeno, appartenente alla Provincia di Sucumbíos.

## Tassonomia
Al 2014 non sono note sottospecie e dal 1988 non sono stati esaminati nuovi esemplari.